# Woizlawa

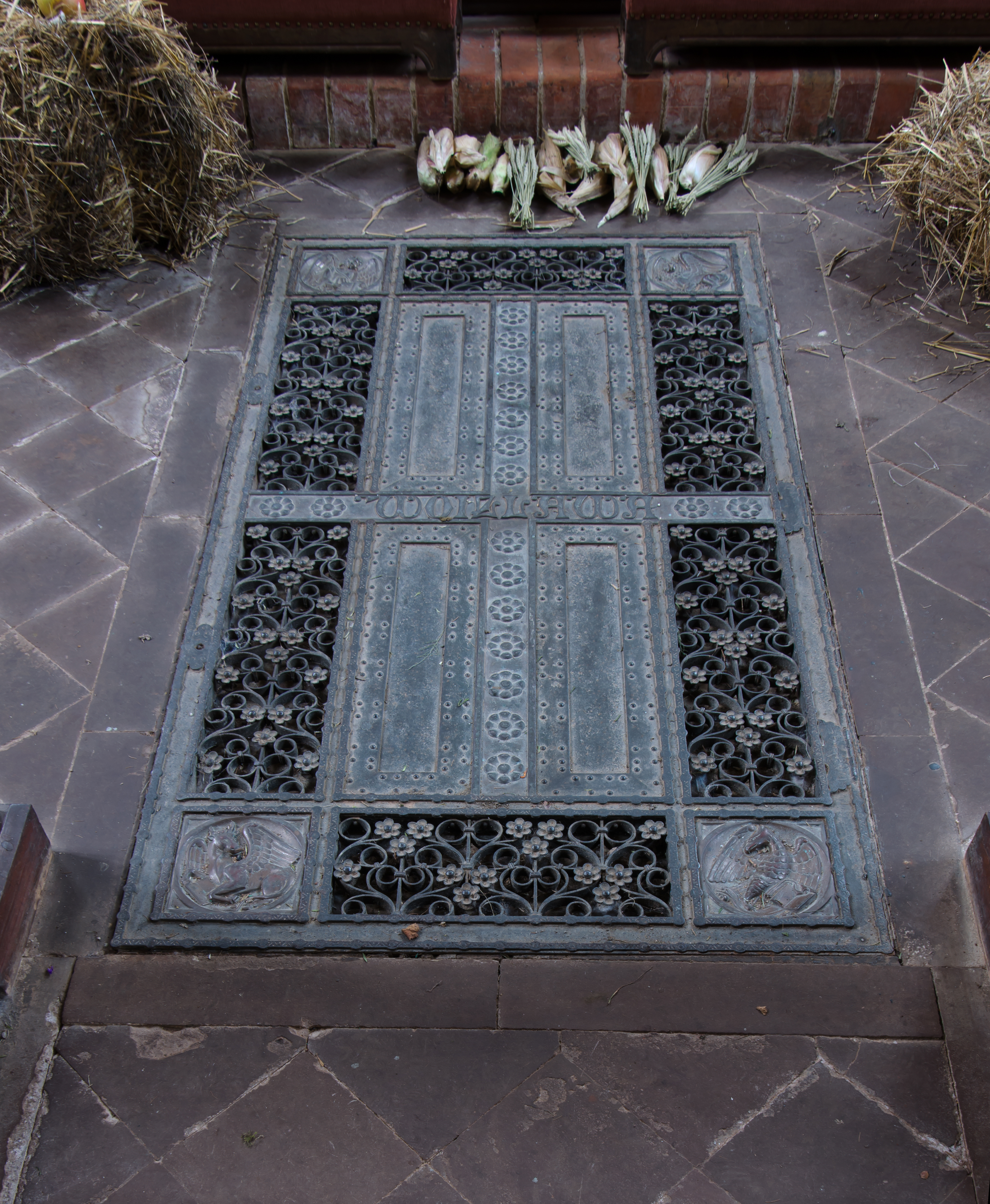
Grab in der Kapelle Althof

Woizlawa († 1172, beigesetzt in Althof) war die zweite Ehefrau Pribislaws, des letzten Fürsten der Obotriten und ersten Herren von Mecklenburg.
Die Herkunft Woizlawas ist unklar. Der mittelalterliche Chronist Ernst von Kirchberg ging von einer skandinavischen Abstammung aus, doch gibt es hierfür keine weiteren Belege. Neuere Quellen verorten ihre Herkunft in Pommern.
Der auf Woizlawa bezogene Text in Kirchbergs Chronik (um 1378):
| Text der Handschrift | Bild |
| --- | ---- |
| Der konig von Norwegin gab ym syne tochtir da dy waz geheiszin Woyslaua dy waz eyne gude Cristin Mit allen yren listen dy frowe dar nach dachte wy sy czum glouben brachte iren herren Prybisla |      |

Möglicherweise war sie maßgeblich an der Gründung des Klosters Doberan beteiligt. Sicher ist dies aber nicht, da dies nicht urkundlich belegt ist und nur auf lückenhaften, in der Kapelle gefundenen Ziegelinschriften aus dem späten 13. und 14. Jahrhundert basiert
Woizlawa soll 1172 im Wochenbett verstorben sein.
Sterbliche Überreste, die Woizlawa zugeschrieben wurden, sind bei der Instandsetzung der Kapelle Althof entdeckt worden und wurden 1852 vor dem Altar der Kapelle bestattet. Die über dem Grab liegende Steinplatte trägt die Inschrift „Hier ruhet Woizlawa, eine nordische Königstochter, Gemahlin des Fürsten Pribislaw zu Mecklenburg, Stifterin des Klosters Doberan zu Althof, gestorben im Jahr 1172 ✠“. Oberhalb dieser Platte wurde 1888 ein Schutzgitter angebracht (siehe Foto).

## Kind
- Heinrich Borwin I., 1178 bis 1227 Herrscher in Mecklenburg.